# Un principe in giacca e cravatta
Un principe in giacca e cravatta (Beauty & the Briefcase) è un film tv del 2010 diretto da Gil Junger, con Hilary Duff, Michael McMillian, Chris Carmack, Matt Dallas e Jaime Pressly.
Il film è ispirato al libro Diary of a Working Girl scritto da Daniella Brodsky ed era precedentemente noto con il titolo provvisorio di The Business of Falling in Love.
Negli Stati Uniti d'America, il film ha esordito il 18 aprile 2010 sul canale via cavo ABC Family, mentre in Italia è stato presentato con un'anteprima televisiva il 20 luglio 2010 alle 21.00 sul canale Sky Cinema, risultando il programma più seguito del satellite con 334.131 spettatori medi complessivi. Ha fatto il suo primo passaggio televisivo su Rai 2 il 17 settembre 2011, riportando 752.000 telespettatori e il 5,08% di share.

## Trama
Lane Daniels è una ragazza sognatrice e un po' svampita che lavora come giornalista freelance sognando di entrare nella redazione del noto magazine Cosmopolitan. L'occasione si presenta quando l'amica e coinquilina Joanna, di professione fotografa, le organizza un incontro con la direttrice di "Cosmo" ovvero l'autoritaria Kate White. Il colloquio non va nel migliore dei modi, ma, parlando dei suoi problemi sentimentali, Lane convince Kate a commissionarle un articolo: "Come trovare il vero amore nel mondo degli affari". Il progetto è macchinoso e prevede che Lane cambi lavoro facendosi assumere in un'azienda sotto copertura (non rivelando cioè a nessuno di stare scrivendo un articolo) imponendosi poi di frequentare solo uomini "in giacca e cravatta" per far innamorare uno di loro (che possibilmente risponda ai requisiti di una lista che Lane ha scritto da alcuni anni e che contiene i requisiti che un ragazzo deve avere per essere "l'Uomo Magico" della ragazza) e documentare il tutto con un reportage dettagliato. Mentendo sulle sue competenze, Lane si fa assumere da Tom, a capo del settore ricerca e sviluppo di un'azienda bancaria, che le affida il compito di sua assistente personale; il carattere schietto, intelligente e vispo della ragazza viene accolto con piacere nell'azienda così Lane inizia ad uscire con tanti colleghi tra cui Seth, un bravo ragazzo che però risulta non essere quello giusto. Una sera, uscendo con un'amica, Lane conosce in un bar Liam, un produttore discografico che inizia a farle perdere la testa (oltre a rispondere a quasi tutti i requisiti della lista); tuttavia Kate era stata chiara sull'articolo e cioè che, durante la copertura, Lane doveva uscire solamente con i colleghi per non compromettere l'autenticità dell'articolo. Lane inizia così una serie di sotterfugi sempre più presa da Liam, ma inizia a tenere anche al capo Tom e al buon Seth. Alla fine scopre che Liam le ha mentito e capisce che il vero amore è Tom che ricambia il sentimento. Lane viene assunta dalla direttrice di Cosmopolitan.

## Produzione
Il film è stato girato durante l'autunno 2009 principalmente a New York City e New Orleans.
È presente nella pellicola una promozione per due serie originali del canale ABC Family (sul quale il film è andato in onda in America); sulla parete dell'edicola cui si reca Lane all'inizio e alla fine del film, sono presenti, rispettivamente, i poster delle serie 10 cose che odio di te (ispirata proprio al film girato dal regista Gil Junger) e di Make It or Break It.
Appare, in un piccolo cameo, Jennifer Coolidge la quale aveva già recitato qualche anno prima con Hilary Duff nel film Cinderella Story.